# Лёгкое дыхание
«Лёгкое дыхание» — рассказ Ивана Бунина, написанный в марте 1916 года и впервые опубликованный в газете «Русское слово» (1916, № 83). В основе сюжета — история гимназистки Оли Мещерской, застреленной казачьим офицером на вокзале среди толпы народа. Произведение, названное критиками[кем?] «самым знаменитым» и «самым чувственным» рассказом Бунина, вызвало интерес исследователей как с художественной, так и с социально-психологической точки зрения. Рассказ (наряду с другими произведениями Бунина) лёг в основу снятого в 1994 году фильма «Посвящение в любовь».

## История создания, публикация

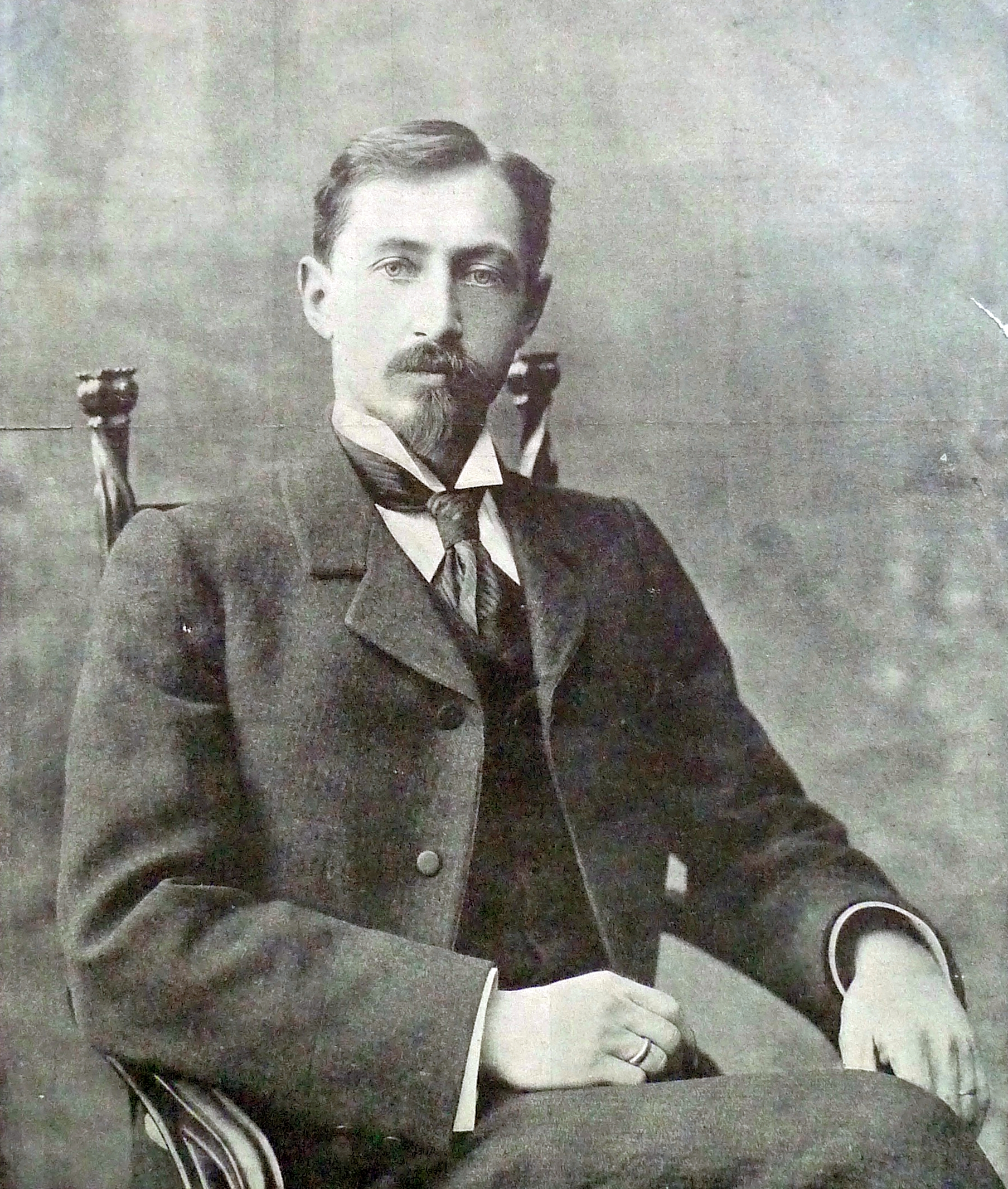
Иван Бунин

По свидетельству Бунина, «Лёгкое дыхание» он написал во время пребывания в имении Васильевском Орловской губернии. В марте 1916 года к писателю обратились из московской газеты «Русское слово», выпускаемой Иваном Сытиным, и попросили предоставить редакции какое-либо произведение для публикации в пасхальном номере. Иван Алексеевич дорожил отношениями с этим изданием, платившим неплохие гонорары, однако сочинений, готовых к печати, у него в ту пору не было.
Замысел нового рассказа, получившего название «Лёгкое дыхание», родился почти мгновенно: писатель вспомнил, как во время прогулок по Капри он попал на небольшое кладбище. Внимание Бунина привлёк могильный крест с медальоном, на котором была изображена жизнерадостная девушка со смеющимися глазами. Её история возникла в сознании прозаика моментально: «Девушку эту я тотчас же сделал мысленно русской, Олей Мещерской, и, обмакнув перо в чернильницу, стал выдумывать рассказ с той восхитительной быстротой, которая бывала в некоторые счастливейшие минуты моего писательства». Произведение было опубликовано в «Русском слове» 10 апреля 1916 года.

## Сюжет
В ранние гимназические годы Оля Мещерская мало отличалась от подруг. Взрослея, её одноклассницы обучались сдержанности и манерам; она же, сохраняя живость и ветреность, постепенно обретала репутацию роковой красавицы, сводившей с ума многих поклонников. Её непосредственность, смелость и раскованность, равно как и тянувшийся за ней шлейф пересудов, тревожили начальницу гимназии. Однажды седая моложавая дама вызвала воспитанницу в свой кабинет для объяснения, что та должна вести себя в соответствии с возрастом, и напомнила, что она пока что «только гимназистка». На эти слова Мещерская откликнулась фразой: «Вы ошибаетесь: я женщина», после чего назвала имя своего первого мужчины — им оказался 56-летний помещик Алексей Михайлович Малютин, друг отца гимназистки и брат начальницы.
Месяц спустя Мещерская погибла на вокзале. Некий казачий офицер, давая показания следователю, сообщил, что был связан с гимназисткой близкими отношениями: она даже обещала выйти за него замуж. Однако в день его отъезда в Новочеркасск Мещерская заявила, что никогда его не любила, и предложила прочитать страницу из своего прошлогоднего дневника, где рассказывалось о её «падении». Офицер ознакомился с весьма откровенной записью, а затем выстрелил в прогуливающуюся по платформе гимназистку.
Для Олиной классной дамы посещение могилы ученицы превратилось в своеобразный ритуал: она стала регулярно приходить на кладбище и часами сидеть возле дубового креста с фарфоровым медальоном. Однажды она вспомнила подслушанный разговор Мещерской с подругой: девушка говорила о том, что главное в женской красоте — это лёгкое дыхание. После Олиной смерти «это лёгкое дыхание снова рассеялось в мире».

## Отзывы и рецензии
Одним из первых читателей «Лёгкого дыхания» стал писатель Константин Паустовский. В апреле 1916 года он случайно оказался в Ельце — городе, где провёл своё отрочество Иван Бунин. Как вспоминал Константин Георгиевич, на вокзале он купил свежий номер «Русского слова», сел за столик в буфете, начал листать газету и «опомнился только через час». Впоследствии, рассказывая о потрясении, испытанном после чтения «Лёгкого дыхания», Паустовский писал:

Я впервые до конца, до последней прожилки понял, что такое искусство и какова его возвышающая и вечная сила. Я несколько раз разворачивал газету и перечитывал при умирающем огне свечи, а потом при водянистом свете бездомной зари все одни и те же слова о легком дыхании Оли Мещерской… Я бы усыпал эту могилу всеми цветами, какие только цветут на земле.
В течение десятилетий, прошедших после написания «Лёгкого дыхания», критики по-разному трактовали историю, рассказанную Буниным; порой она интересовала исследователей не только с художественной, но и с социальной, этической или психологической точки зрения. Так, литературовед Александр Гизетти опубликовал в «Ежемесячном журнале» (1917, № 1) рецензию, в которой выделил изображение провинциального быта — именно там оборвалась «скомканная грязной похотью» жизнь Оли Мещерской. Писательница Елена Колтоновская в обзорной статье «Гармония контрастов» («Русская мысль», 1917, № 2) обратила внимание на «волшебно яркие и вместе мягкие краски», которыми написано «Лёгкое дыхание». По словам Колтоновской, при чтении рассказа на первый план выходят не размышления о «злом роке», по воле которого так рано уходит из жизни главная героиня, а «светлая благодарность Творцу за то, что в мире есть такая красота».
Сохранился отзыв близкого друга Бунина — поэтессы и мемуаристки Галины Кузнецовой, вспоминавшей, что в «Лёгком дыхании» её более всего поразил диалог между Олей Мещерской и начальницей гимназии. По признанию Кузнецовой, ни она (окончившая в своё время киевскую женскую гимназию), ни её одноклассницы никогда не рискнули бы вести с руководителем учебного заведения столь смелый разговор. Когда она рассказала об этом Ивану Алексеевичу, тот ответил, что ему всегда были интересны женщины, которым свойственна «наивность и лёгкость во всем, и в дерзости, и в смерти», — именно в этом «недуманье» и заключается секрет «лёгкого дыхания».

## Герои

### Оля Мещерская
Реакцию Константина Паустовского, писавшего, что после знакомства с «Лёгким дыханием» он «содрогался от непоправимости судьбы» юной гимназистки, исследователи назвали «идеализирующей точкой зрения» и взглядом скорее читателя, нежели критика. Между тем литературоведы, анализируя рассказ, порой излагали иные мнения, связанные с образом главной героини, — её историю рассматривали как «превращение „мадонны“ не просто в „блудницу“, но и в „палача“»; в её поведении видели «магически очаровательную порочность»; смерть Мещерской расценивали как «жесточайшую плату за стремление к полноте» жизни.
Отдельного анализа удостоился дневник Оли, в котором девушка сосредоточена в основном на собственных ощущениях, — по подсчётам исследователей, слово «я» используется на одной страничке шестнадцать раз. Запись начинается с рассказа о том, какое счастье испытала героиня, оставшись в доме без родителей, уехавших в город; гимназистку переполняет чувство свободы, она радуется тому, что отпала необходимость соблюдать те правила и установки, которыми наполняют жизнь взрослые. Затем идёт повествование о приезде Малютина, и Мещерская, прогуливаясь с ним по саду, подспудно примеряет на себя роль «взрослой дамы и соблазнительницы»; не случайно в их разговоре упоминаются Фауст и Маргарита. Эйфория, в которой пребывает Оля, сродни тому состоянию, в котором находится Наташа Ростова, встретившая в театре Анатоля Курагина.

### Начальница гимназии
Начальница гимназии появляется в единственном эпизоде, однако её разговор с Мещерской относится к числу запоминающихся фрагментов рассказа. В её кабинете обращает на себя внимание портрет молодого царя, и такое «соседство» некоторые литературоведы рассматривают как символ власти. Однако нравоучениям и нотациям начальницы, привыкшей подчинять учениц своей воле, старшеклассница Мещерская противопоставляет открытость и откровенность. В диалоге-поединке ученица фактически обезоруживает наставницу.

Здесь, в «необыкновенно чистом и большом кабинете»… «под царским портретом», Оля Мещерская признаётся, что она — женщина, хотя никто такого признания у неё не требовал и не ожидал. Но и этим «простым и спокойным» признанием Бунин противопоставляет жизнь естественную, «утробную» жизни, скованной установлениями, придуманными правилами поведения и гимназического приличия.

### Казачий офицер
Казачий офицер, застреливший гимназистку на вокзале, относится к числу наиболее загадочных персонажей рассказа. О нём известно немного: он «некрасивый и плебейского вида»; он прибыл из Новочеркасска и должен был туда вернуться; он «не имел ничего общего с тем кругом, к которому принадлежала Оля Мещерская». Психолог и литературовед Лев Выготский в статье, посвящённой «Лёгкому дыханию», обратил внимание на то, что слово «застрелил» — «самое страшное и жуткое» — Бунин словно бы спрятал в длинной фразе, среди множества других слов, среди описания платформы, вокзала и толпы людей, прибывших в город поездом: «Мы не ошибёмся, если скажем, что самая структура этой фразы заглушает этот страшный выстрел».
Автор никак не объясняет ни мотивы поступка безымянного офицера (хотя за его выстрелом стоит, вероятно, эмоциональное возбуждение и отчаяние от осознания того, что с его чувствами просто играли), ни причины, побудившие Олю пойти на недолгие отношения с человеком «другого круга». Столь же краткой была её связь с упоминаемым в рассказе гимназистом Шеншиным, который из-за Олиной ветрености едва не покончил жизнь самоубийством. По словам филолога Ольги Сливицкой, душевный мир героев Бунина порой настолько загадочен, что перед ним «бессильна психология».

### Классная дама
Первое упоминание о классной даме происходит в начале произведения, когда речь идёт о беспечности Оли Мещерской по отношению к её наставлениям. Второй раз этот персонаж появляется уже после смерти гимназистки; выйдя на передний план, он занимает в структуре «Лёгкого дыхания» пятую часть текста. Явление классной дамы, регулярно посещающей кладбище и подолгу сидящей возле могилы своей воспитанницы, вызвало разноречивые отзывы литературоведов — они варьировались в диапазоне от «сентиментальной дуры» до воплощения «духовного убожества, царящего в уездном городе».
Свой взгляд на присутствие классной дамы в бунинском рассказе изложил Лев Выготский. По его мнению, эта героиня, которую гибель ученицы «пленила новой мечтой», давно живёт в выдуманном ею иллюзорном мире, а грёзы об иной жизни заменили ей реальность. Некогда среди её выдумок был брат-прапорщик, погибший под Мукденом; позже она «выдумала» себя как идейную труженицу; наконец, предметом её неотступных дум стала погибшая Оля Мещерская. «Мы совершенно ясно ощущаем и переживаем расщеплённую жизнь этого рассказа, то, что в нём есть от действительности и что от мечты».

## Художественные особенности
Рассказ, композицию которого литературовед Александр Жолковский сравнил с кинематографическим монтажом, построен таким образом, что хронология событий в нём перемешана. Если бы Бунин описывал их в той последовательности, как они происходили, то история Оли Мещерской, по мнению Льва Выготского, выглядела бы так: детство → юность → эпизод с гимназистом Шеншиным → разговор с подругой о лёгком дыхании → приезд Алексея Михайловича Малютина → связь с Малютиным → изложение впечатлений в дневнике → последняя зима и каток в саду → связь с безымянным казачьим офицером → диалог с начальницей гимназии → роковой выстрел на вокзале → похороны → признания офицера следователю → могила. Автор, перемешав эпизоды, создал рассказ из восьми частей, каждая из которых, как писал литературовед Семён Вайман, сродни отдельному разделу моцартовского «Реквиема»: «Здесь и гнев, и отчаяние, и картины Страшного суда, и светопреставление, и торжественная высота финала». Эта сложная композиция позволяет вслед за рассказчиком двигаться к «каким-то потаённым пружинам Олиной жизни».
Сам рассказчик на протяжении долгого времени выглядит предельно отстранённым от происходящего — он ведёт повествование ровным тоном, без эмоций и оценок; порой история Мещерской в его изложении напоминает документальную хронику. Отношение рассказчика к героине проявляется лишь в финале, когда он упоминает про «лёгкое дыхание» погибшей гимназистки. Бунин, начав рассказ с описания кладбища и ветреного апрельского дня, закольцовывает сюжет: в последних строчках произведения упоминается про то, как лёгкое Олино дыхание «снова рассеялось в мире, в этом облачном небе, в этом холодном осеннем ветре».

И все прежде данные автором описания могилы, и апрельской погоды, и серых дней, и холодного ветра, — все это вдруг объединяется, как бы собирается в одну точку, включается и вводится в рассказ; рассказ получает вдруг новый смысл… это не просто русский уездный пейзаж, — это все рассеянное в мире легкое дыхание.

## Экранизация
В 1994 году на экраны вышел фильм режиссёра Льва Цуцульковского «Посвящение в любовь», снятый по мотивам трёх рассказов Ивана Бунина («Лёгкое дыхание», «Холодная осень», «Руся»). Роль Оли Мещерской исполнила актриса Александра Буданова, авторский текст читал Иннокентий Смоктуновский.